# デスプレインズ (イリノイ州)
デスプレインズ（Des Plaines）は、アメリカ合衆国イリノイ州のクック郡にある都市。人口は6万0675人（2020年）。シカゴの北西30キロメートルに位置している。地名は、市内を流れるデスプレインズ川から来ている。

## 歴史
- 1955年、レイ・クロックがマクドナルド最初のフランチャイズ店を開店した。
- 1979年、アメリカン航空191便墜落事故が起こった。

## 交通
シカゴ・オヘア国際空港の北に位置している。メトラの駅があり通勤に利用できる。

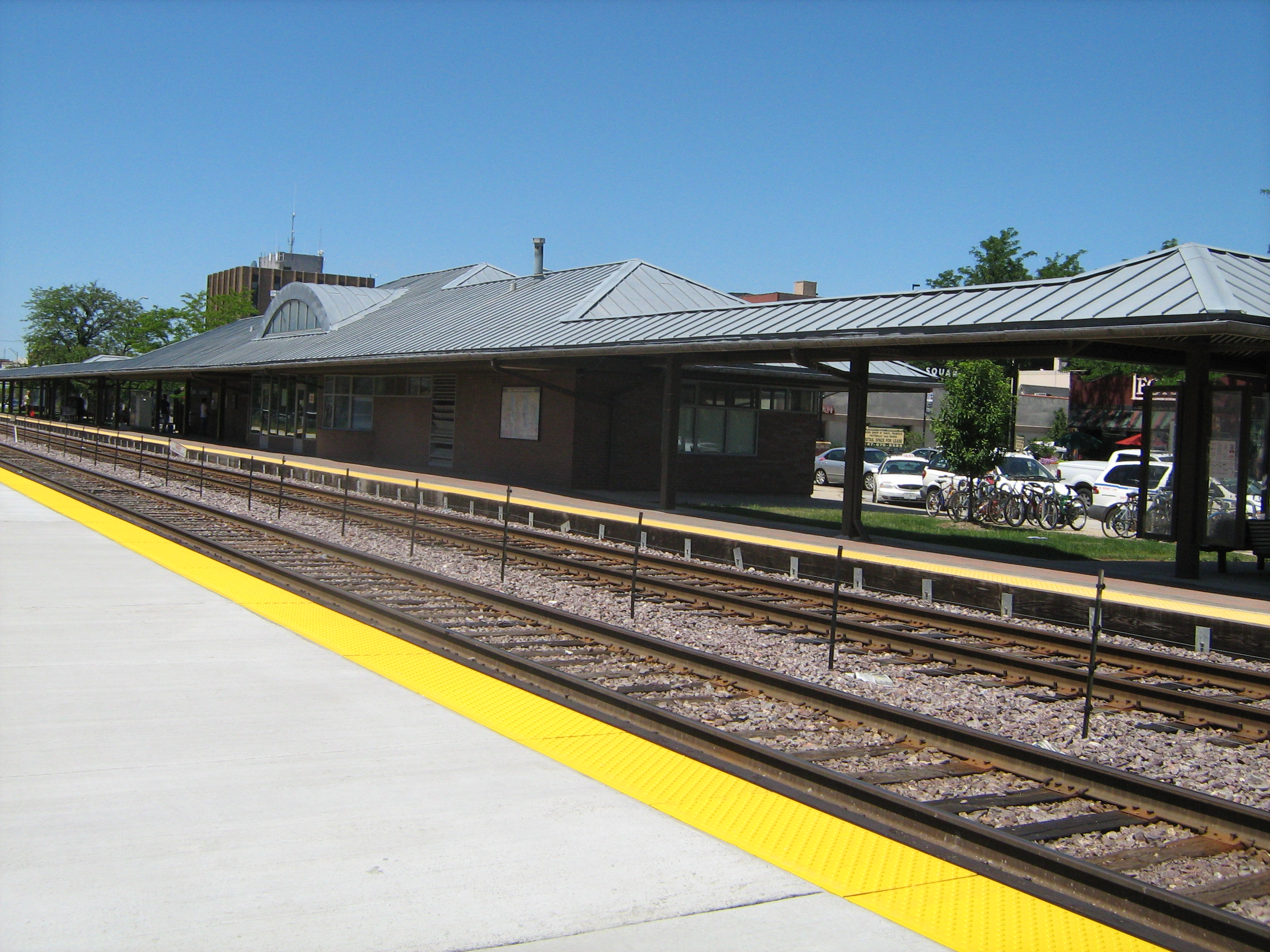
デスプレインズ駅